# 마르셀 물루지

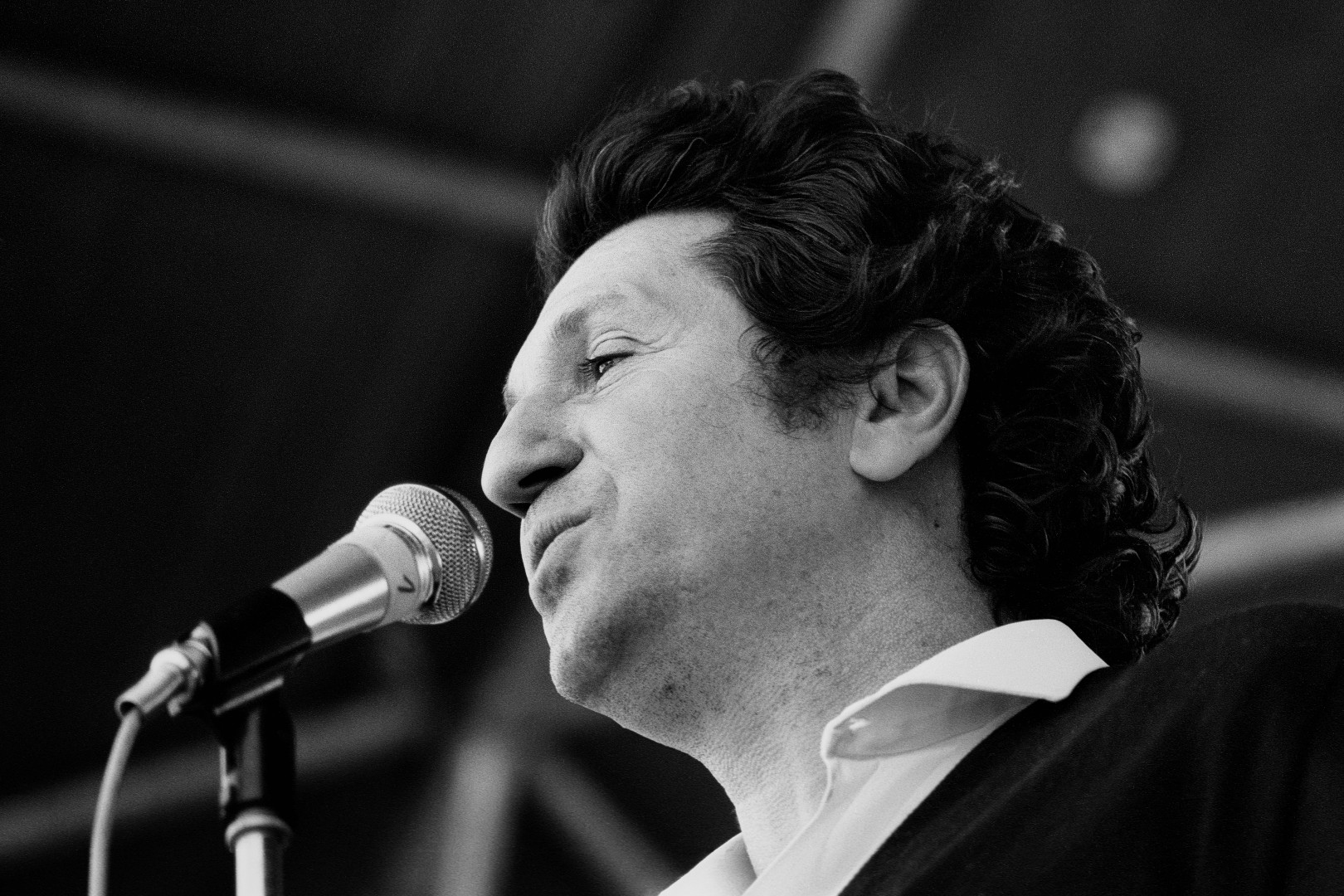
1973년

마르셀 물루지(Marcel Mouloudji, 1922년 9월 16일 ~ 1994년 6월 14일)는 파리에서 태어난 남성가수 겸 작사가이다. 또한 작가이며 화가·배우이기도 하다. 부친은 카리비아인이며 모친은 브르타뉴 출신. 어릴 적에는 신문팔이 등을 했으나 재크 플레베르의 인정을 받아 12세쯤부터 아역(兒役)으로서 무대에 올랐다. 제2차세계대전 후에는 샹송을 작사하기 시작하였고, 가수로서 무대에 오르기도 하였다. 1953년에 음반으로 디스크 대상을 수상한 바 있다.

## 노래
- Rue de Lappe
- Comme un p'tit coquelicot
- Un jour tu verras
- Le Déserteur
- Jouez mariachis
- Le chanson de Tessa
- Les Rues De Paris